# Angraecum flavidum
Angraecum flavidum är en orkidéart som beskrevs av Jean Marie Bosser. Angraecum flavidum ingår i släktet Angraecum och familjen orkidéer. Inga underarter finns listade i Catalogue of Life.